# Nitra
Nitra (Ausspracheⓘ; deutsch Neutra, ungarisch Nyitra) ist eine Stadt in der westlichen Slowakei und mit 75.945 Einwohnern (Stand 31. Dezember 2024) nach Bratislava, Košice, Prešov, Žilina und Banská Bystrica die sechstgrößte Stadt des Landes. Nitra ist neben Bratislava die älteste slowakische Stadt.

## Geografie

### Lage

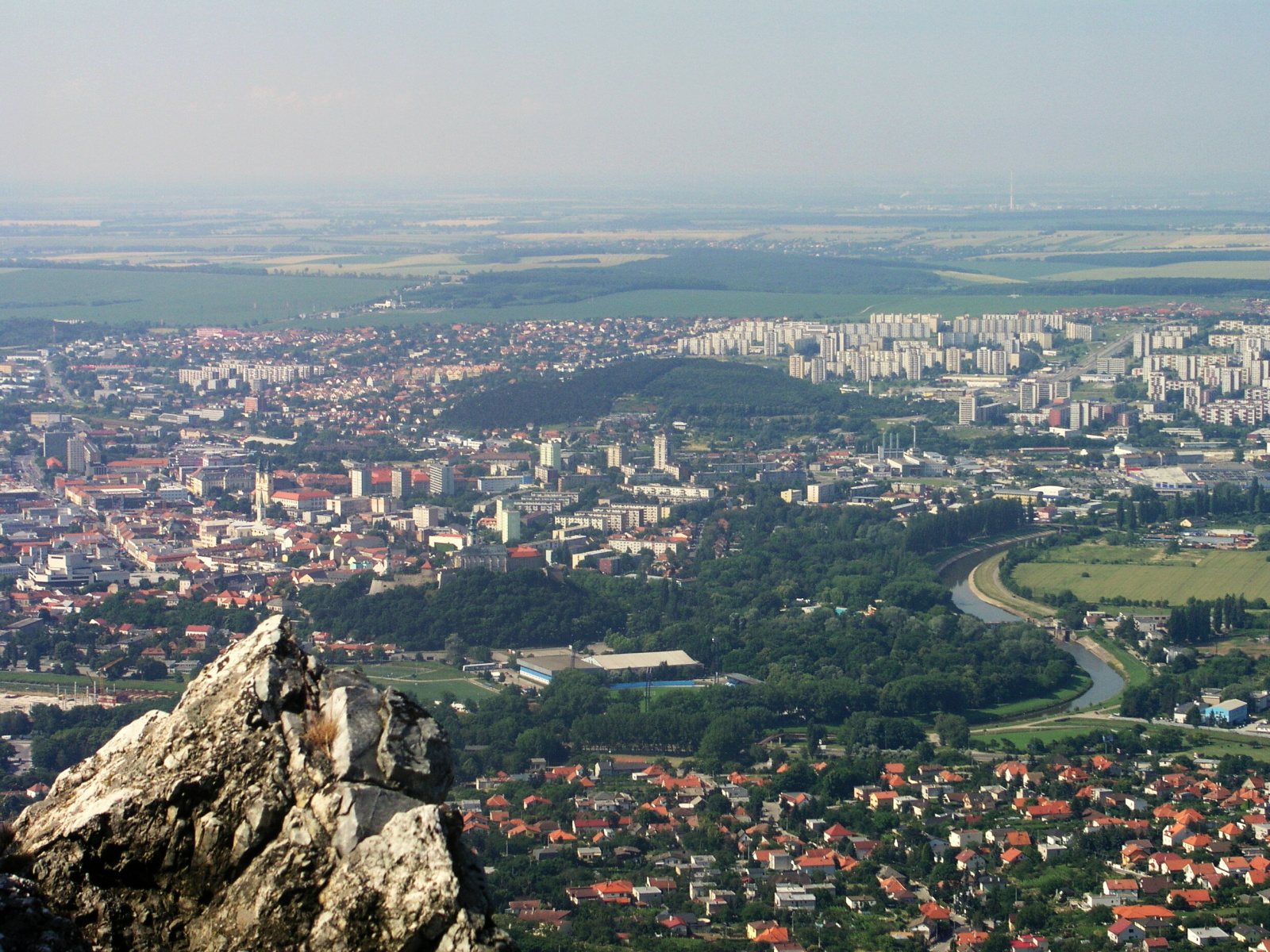
Blick vom 587 m hohen Zobor auf die Stadt

Die Stadt liegt im Westen der Slowakei, etwa 90 km östlich der Hauptstadt Bratislava, am gleichnamigen Fluss. Sie ist die Hauptstadt und das kulturelle und wirtschaftliche Zentrum des Verwaltungsbezirkes Nitriansky kraj sowie des gleichnamigen Kreises, der einer der bevölkerungsreichsten Kreise der Slowakei ist. Geomorphologisch gehört die Stadt zum slowakischen Donautiefland, Unterteil Nitrianska pahorkatina (Neutraer Hügelland). Das Ortszentrum liegt auf der Höhe von 167 m n.m. In der Stadt selbst gibt es einige Erhebungen wie den Burgberg, den Galgenberg (Šibeničný vrch), den Kalvarienberg und die Katruša. Das bedeutendste geografische Merkmal ist jedoch der Berg Zobor (587 m n.m.) im Norden der Stadt, von dem aus sich das Tribetzgebirge (slow. Tribeč) etwa 45 km nach Nordosten erstreckt. Der Zobor ist durch Wanderwege erschlossen und bietet von seinen Kalkklippen einen beeindruckenden Blick auf Nitra und die Mäander des gleichnamigen Flusses. In der Stadt münden Bäche Dobrotka und Selenec in die Nitra, von welcher der Arm Malá Nitra bei Dolné Krškany abzweigt. Der niedrigste Punkt der Stadt liegt auf der Höhe von 138 m n.m. Die Größe der Gemeindefläche beträgt etwa 100 km².

### Stadtgliederung

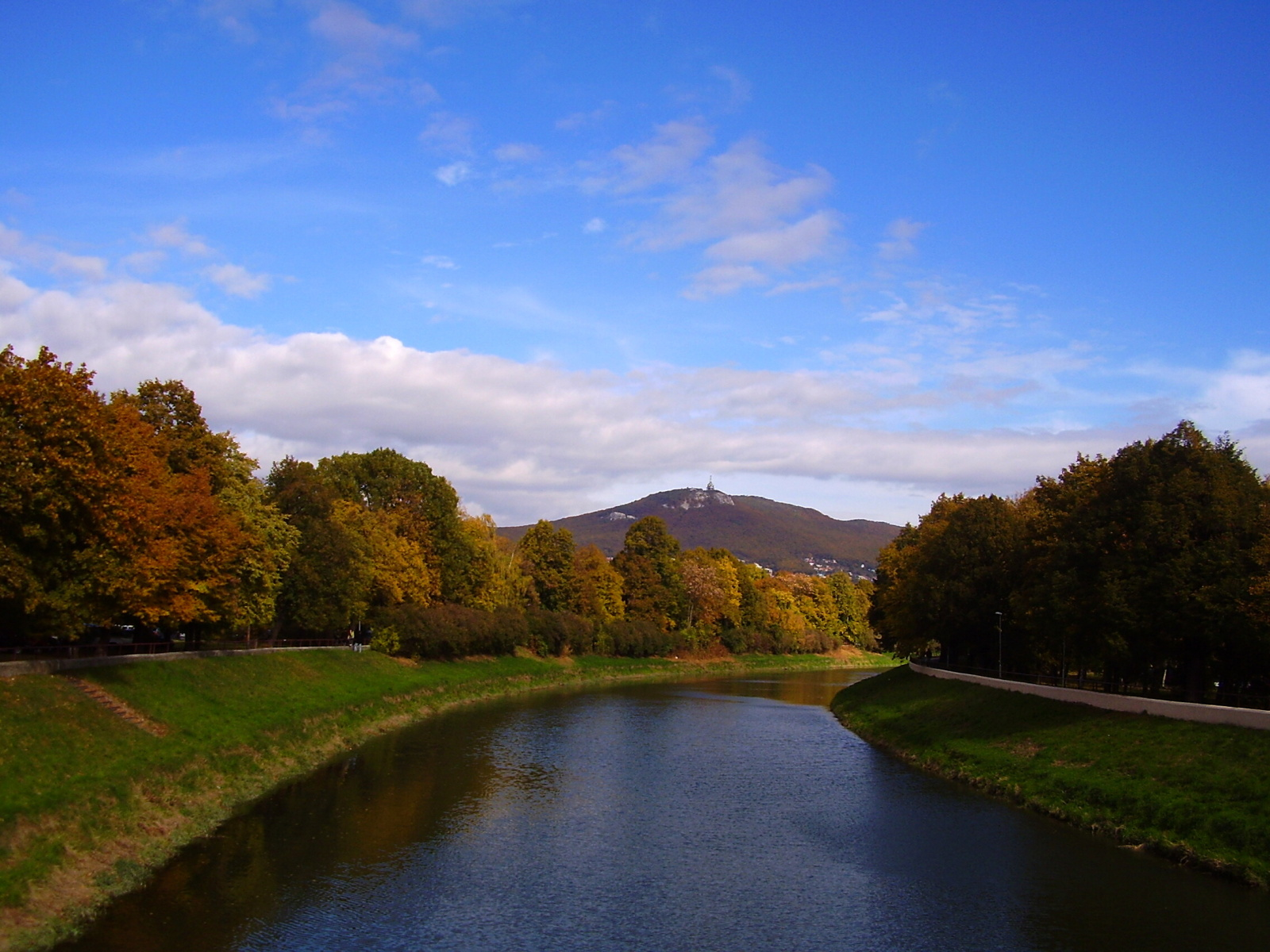
Fluss Nitra mit dem Zobor im Hintergrund

Die Stadt ist in 13 Stadtteile aufgeteilt:
- Dolné Krškany (1973 eingemeindet)
- Horné Krškany (1960 eingemeindet)
- Staré mesto
- Čermáň
- Klokočina
- Diely
- Párovské Háje (Párovce; nach 1882 eingemeindet)
- Kynek (1960 eingemeindet)
- Mlynárce (bis 1948 „Molnoš“; 1960 eingemeindet)
- Zobor
- Dražovce (1974 eingemeindet)
- Chrenová (bis 1948 „Tormoš“; 1960 eingemeindet)
- Janíkovce (bis 1978 „Veľké Janíkovce“; 1974 eingemeindet)

Dazu waren folgende Gemeinden einst Stadtteile von Nitra: Ivanka pri Nitre (1976–1992), Lužianky (1976–1993), Nitrianske Hrnčiarovce (1974–1990) und Štitáre (1975–2002).

### Nachbargemeinden
Die Nachbargemeinden von Nitra sind im Uhrzeigersinn: Jelšovce und Podhorany im Norden, Nitrianske Hrnčiarovce im Nordosten, Malý Lapáš im Osten, Veľký Lapáš, Golianovo (über ein Viereck) und Čechynce im Südosten, Ivanka pri Nitre und Svätoplukovo im Süden, Cabaj-Čápor und Jarok im Südwesten, Lehota im Westen und Lužianky, Zbehy und Čakajovce im Nordwesten.

### Klima
Die nachfolgende Tabelle zeigt die durchschnittlichen Klimawerte:
|                       | Jan | Feb | Mär | Apr | Mai | Jun | Jul | Aug | Sep | Okt | Nov | Dez |   |      |
| Mittl. Tagesmax. (°C) | 2   | 5   | 10  | 16  | 22  | 25  | 27  | 27  | 21  | 15  | 8   | 3   | ⌀ | 15,1 |
| Mittl. Tagesmin. (°C) | −4  | −3  | 0   | 4   | 9   | 12  | 14  | 14  | 10  | 6   | 2   | −9  | ⌀ | 4,6  |
|                       |     |     |     |     |     |     |     |     |     |     |     |     |   |      |
| Niederschlag (mm)     | 25  | 26  | 33  | 44  | 49  | 67  | 69  | 59  | 55  | 45  | 43  | 37  | Σ | 552  |

| −4 |

| −3 |

| 0 |

| 4 |

| 9 |

| 12 |

| 14 |

| 14 |

| 10 |

| 6 |

| 2 |

| −9 |

| −4 |

| −3 |

| 0 |

| 4 |

| 9 |

| 12 |

| 14 |

| 14 |

| 10 |

| 6 |

| 2 |

| −9 |

| N i e d e r s c h l a g | 25  | 26  | 33  | 44  | 49  | 67  | 69  | 59  | 55  | 45  | 43  | 37  |
|                         | Jan | Feb | Mär | Apr | Mai | Jun | Jul | Aug | Sep | Okt | Nov | Dez |

## Geschichte

### Von den ersten Besiedlungen bis zur Ersterwähnung um 828

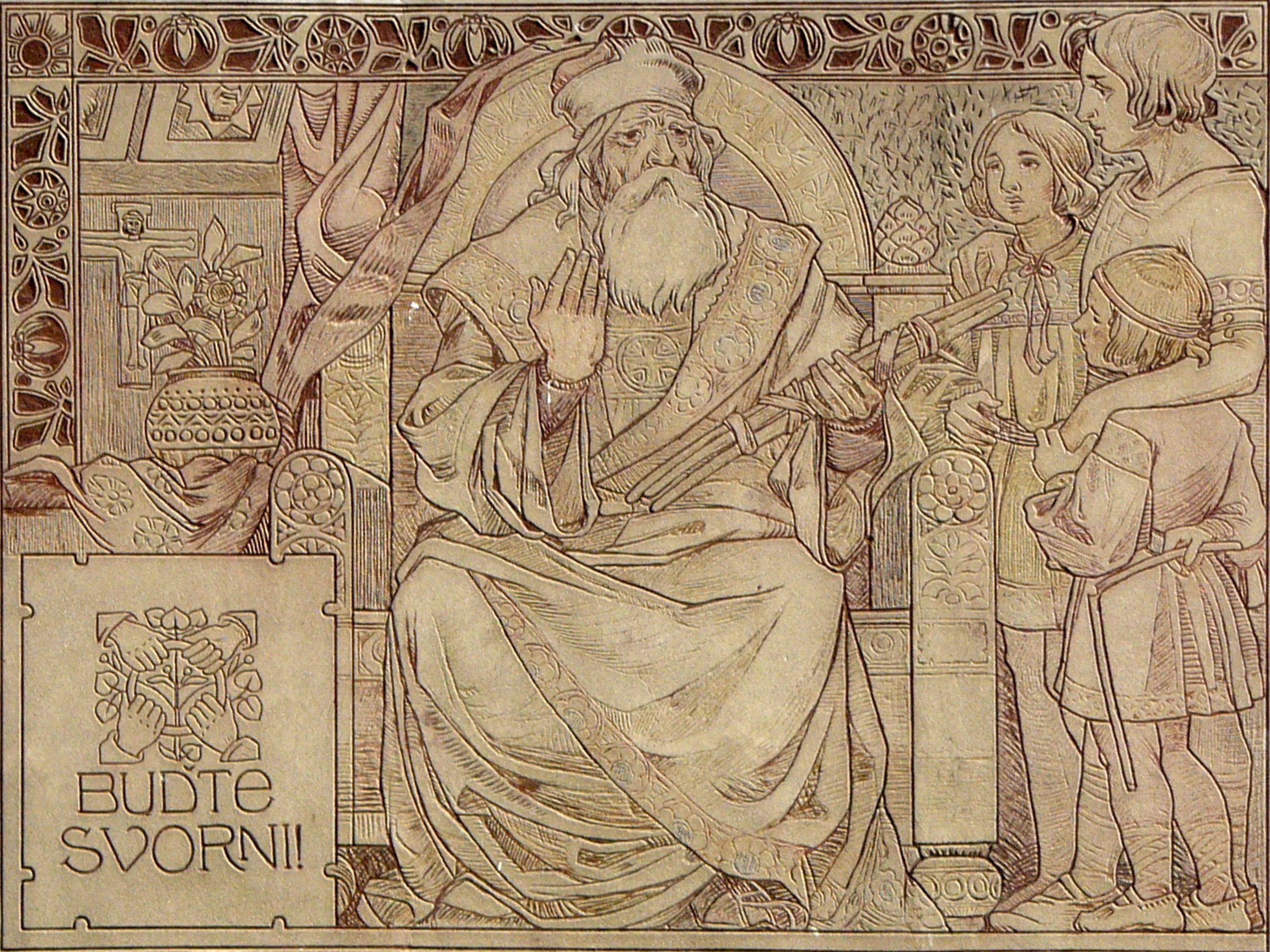
Eine Abbildung von Svatopluk, eines Herrschers des Fürstentums Nitra

Die Gegend von Nitra war schon vor 30.000 Jahren relativ dicht besiedelt, die ersten Ackerbauern siedelten sich in der Region vor 6.000 Jahren an. Zahlreich sind Funde aus der Jungsteinzeit (Bandkeramische Kultur, Badener Kultur), Alt- und Jungbronzezeit (Maďarovce-Kultur, Lausitzer Kultur). Im 4. Jahrhundert v. Chr. ist das erste namentlich bekannte Volk festzustellen, die Kelten, die begabte Metallgießer und Eisenschmiede waren. Diese wurden am Ende des 2. Jahrhunderts v. Chr. von den Dakern aus der Region gedrängt. Aus dem frühen 1. Jahrhundert sind germanische Funde bekannt, namentlich ließen sich die Quaden nieder und die Gegend grenzte an das Königreich des Vannius. Ein römisches Lager des 2. Jahrhunderts konnte  nicht nachgewiesen werden, es gibt allerdings neben germanischen auch römische Funde. Der lateinische Name der Stadt war Nitria.
Die Slawen erreichten das Gebiet in der Zeit der Völkerwanderung gegen Ende des 5. Jahrhunderts. Das Awarenreich erreichte im 7. Jahrhundert das Gebiet, eine weitere Expansion nach Norden wurde aber durch einen vom fränkischen Samo geführten Aufstand verhindert. Durch archäologische Funde ist ein intensiver Kontakt zwischen Slawen und Awaren nachgewiesen. Nach dem Untergang des Awarenreiches am Ende des 8. Jahrhunderts wurden auch von den Slawen Staatsgebilde gegründet. Nitra war seit dem Ende des 8. Jahrhunderts Sitz des Fürstentums Nitra, das 833 zur Zeit des Fürsten Pribina Bestandteil von Großmähren wurde, welches durch Vereinigung mit dem Mährischen Fürstentum entstand. Die Stadt wurde 826 oder 828 (siehe Abschnitt Namen) zum ersten Mal erwähnt und hier gab es die erste bekannte christliche Kirche der Slowakei (828).

### Vom Fürstentum Nitra nach wechselndem Besitz bis zum Bistum Neutra im 12. Jahrhundert
Auch unter Großmähren blieb Nitra ein Fürstensitz, der wohl bekannteste Fürst ist Svatopluk I., der seit den 850er-Jahren bis 871 Neutraer Fürst und 871–894 Herrscher von Großmähren war. Das Bistum Nitra war der erste Bischofssitz der Slowakei (880). Während der Herrschaft von Svatopluk erreichte Nitra seinen Höhenpunkt und bestand aus fünf Burgstätten und etwa 20 Siedlungen.
Im Bereich des Stadtgebiets wurden Reste von mehreren frühslawischen Siedlungen und Grabfunde des 7. Jahrhunderts entdeckt. Einzelfunde des 7. bis 9. Jahrhunderts stammen darüber hinaus vom nahe gelegenen Berg Zobor.

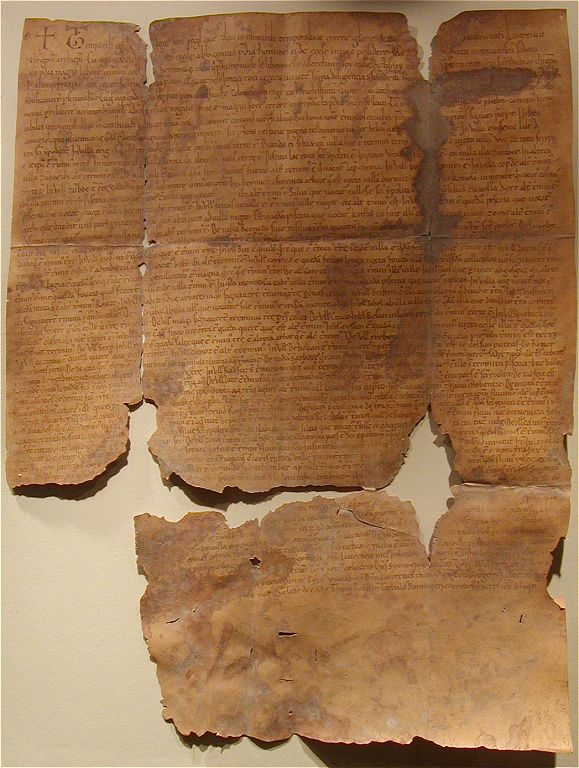
Eine Kopie der Zoborer Urkunden

Nach einem ungarischen Angriff ging Großmähren im Jahr 906 unter und die Stadt stand seit etwa 920 unter ungarischer Oberherrschaft. Die Stadt mit ihrer Umgebung behielt jedoch weiter einen autonomen Status als Herzogtum im entstehenden ungarischen Staat und wurde von Mitgliedern der Árpáden verwaltet. Von 1001 bis etwa 1018 stand die Stadt unter polnischer Herrschaft. Der Status als Herzogtum wurde der Stadt definitiv 1105 entzogen, sie wurde aber bald Sitz des neu gegründeten Bistums Neutra und Sitz der Gespanschaft Neutra. Aus dieser Zeit stammen auch die Zoborer Urkunden aus den Jahren 1111 und 1113, die ältesten noch im Originalzustand erhaltenen Urkunden in der heutigen Slowakei.

### Stadtentwicklung ab dem 13. Jahrhundert
1241 gewährte die Stadt dem in der Schlacht bei Muhi (siehe Mongolensturm) geschlagenen König Béla IV. Schutz und half ihm auch bei der weiteren Flucht. Anschließend konnten die Mongolen nicht die Stadt erobern. 1248 wurde sie von Béla IV. zur freien königlichen Stadt ernannt, dies galt allerdings nur für die untere Stadt. Die obere Stadt mit der Burg blieb weiterhin im Besitz des Neutraer Bischofs. 1271 und 1273 wurde Neutra und die Burg von einem Heer von Přemysl Ottokar II. erobert und geplündert. Der Neutraer Bischof erhielt 1288 die untere Stadt zurück, die anschließend zu einer landwirtschaftlichen Provinzstadt wurde. Im frühen 14. Jahrhundert erlitt die Stadt schwere Schäden unter der Herrschaft des Oligarchen Matthäus Csák. Auch die erste Hälfte des 15. Jahrhunderts war kaum friedlich: während eines Aufstands des ungarischen Adels gegen Sigismund von Luxemburg wurde Neutra 1403 von Stibor von Stiborice erobert, 1431 fiel sie den Hussiten zum Opfer. 1469 wurde das seit dem 11. Jahrhundert bestehende Kloster am Zobor aufgelöst.

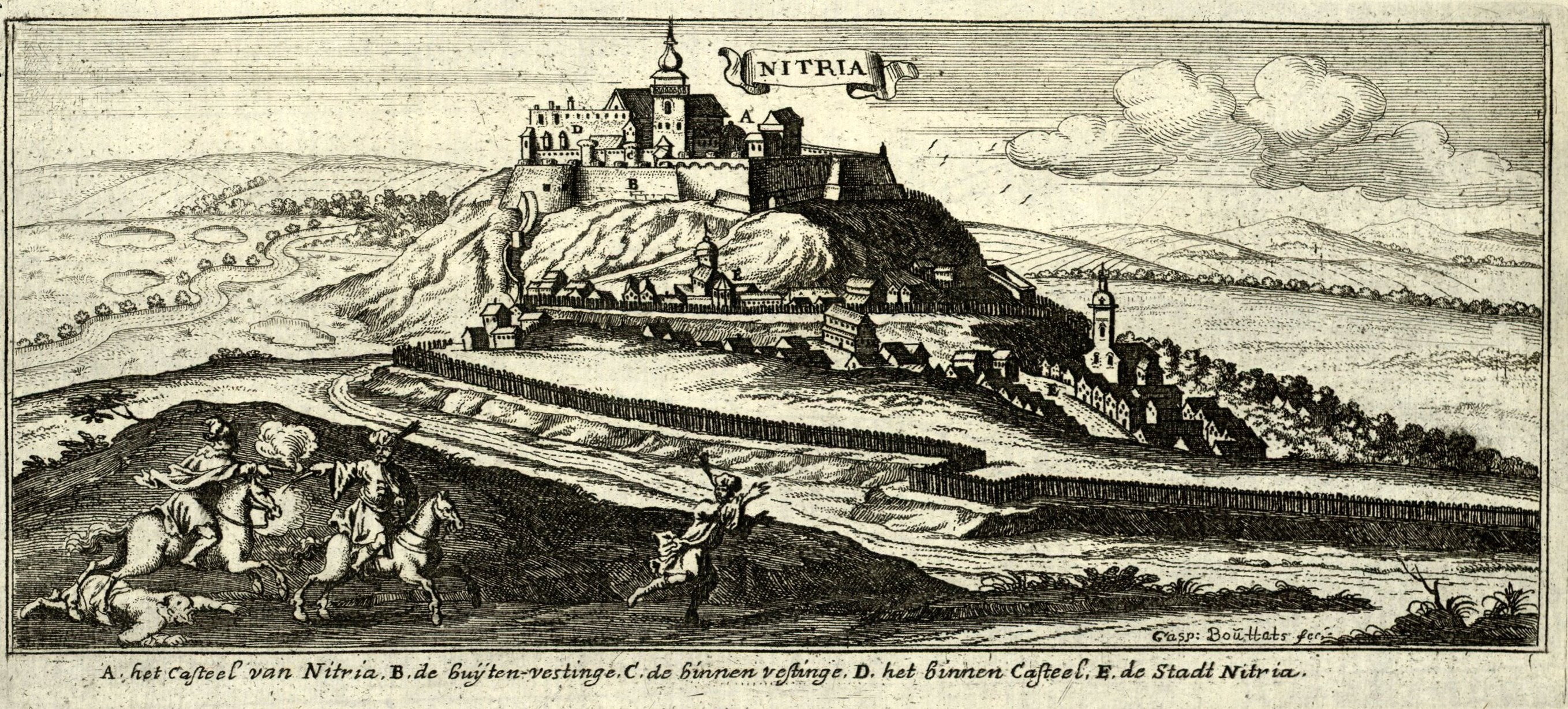
Eine Abbildung der Stadt Neutra, 1690

Nach der ungarischen Niederlage in der Schlacht bei Mohács im Jahr 1526 musste man mit osmanischen Angriffen rechnen. Seit der Mitte des 16. Jahrhunderts entwickelten sich Gilden in der Stadt. Den Osmanen misslangen zwar 1530 und während des zweiten Türkenkriegs Angriffe auf die Stadt, sie verwüsteten aber das weitere Umland. Im 17. Jahrhundert kamen zur immer bestehenden türkischen Gefahr auch Aufstände gegen die Habsburger: 1605 wurde Neutra von den Aufständischen von Stephan Bocskai eingenommen. Ende 1621 wurde sie nach einer Belagerung durch Gábor Bethlens Heer schwer beschädigt. 1642 schlug auch der dritte Versuch der Osmanen, die Stadt zu erobern, fehl. Im August 1663 konnten sie aber die Stadt besetzen und Neutra wurde zum Sitz eines Sandschaks innerhalb des Eyâlets Neuhäusel. Im April 1664 wurde die Stadt von der kaiserlichen Armee zurückerobert. Das letzte Kriegsereignis wurde für lange Zeit der Aufstand von Franz II. Rákóczi, denn die Aufständischen besetzten 1703 die Stadt und 1704 die Burg und nutzten sie bis 1708 als eine Basis für antihabsburgische Feldzüge. 1710 starben 400 Menschen an der Pest.

### Neubeginn nach Kriegen ab dem 18. Jahrhundert
Erst nach dem Frieden von Sathmar im Jahre 1711 konnte ein Wiederaufbau der zerstörten Stadt durchgeführt werden. Dies lässt sich noch heute an einer größeren Anzahl von Barockgebäuden erkennen. Seit dem Ende des 18. Jahrhunderts wurde die Stadt zu einem der Zentren der slowakischen Nationalbewegung. Nach der Revolution von 1848/49 erreichte die Stadt zum ersten Mal seit dem Mittelalter eine Selbstverwaltung und war nicht mehr vom Bistum abhängig. Die Stadt wurde bis 1877 öfters in Ober- und Unterneutra unterteilt. Die Stadt, die bisher eher von Landwirtschaft und Handwerk gezeichnet war, begann sich zu industrialisieren. Bis zum Ersten Weltkrieg wurden eine Brennerei, Seifenwerk, Maschinenwerk, Molkerei und einige andere Werke gegründet. Die erste Eisenbahn von Šurany heraus wurde 1876 eröffnet, nachdem es seit 1850 eine Straße zur nächstgelegenen Eisenbahnverbindung in Trnovec nad Váhom gab. Später entstanden Verbindungen nach Topoľčany, Hlohovec und Nové Zámky. Die eintretende Magyarisierung nach dem Österreichisch-Ungarischen Ausgleich wirkte besonders in der Stadt selbst, da Neutra von 1883 bis 1919 Sitz von Felsőmagyarországi Magyar Közművelődési Egyesület (FEMKE, deutsch wörtlich „Oberungarischer magyarischer Bildungsverein“) war, der als Vertreter von Oberungarn gegen den Panslawismus ausgerichtet war.

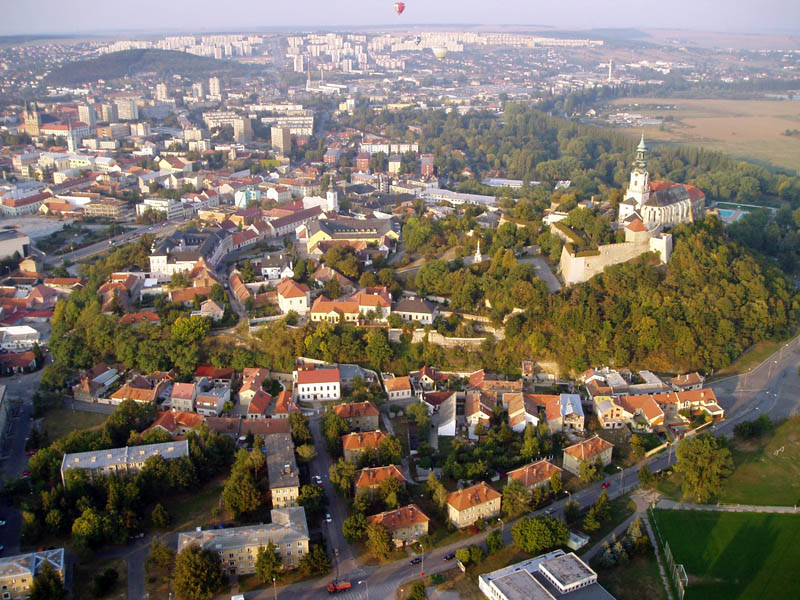
Blick auf die Innenstadt aus der Luft

Nach dem Ersten Weltkrieg wurde die Stadt am 10. Dezember 1918 von den tschechoslowakischen Truppen besetzt und somit Teil der Tschechoslowakei (völkerrechtlich durch den Vertrag von Trianon bestätigt). 1928 verlor die Stadt nach der Abschaffung der Nitraer Gespanschaft den Status eines Komitatssitzes. 1933 war Nitra Durchführungsort der großen Nationalfeier Pribinove slávnosti am 1100. Jahrestag der Einweihung der ersten Kirche in der Slowakei. Nach der Entstehung der Ersten Slowakischen Republik wurde Nitra noch einmal zum Sitz der Nitraer Gespanschaft, die Entwicklung war aber durch die Grenzlage zu Ungarn (siehe Erster Wiener Schiedsspruch) eingeschränkt. Die starke jüdische Gemeinde wurde durch antijüdische Gesetze und Deportationen in die deutschen Vernichtungslager fast vollständig ausgelöscht. Die Stadt wurde am 30. März 1945 durch die Rote Armee erobert und in die Tschechoslowakei zurückgegliedert.

### Nitra nach dem Zweiten Weltkrieg bis ins 21. Jahrhundert
Nach dem Februarputsch im Frühjahr 1948 kam es zu einer starken Industrialisierung der Stadt und der Errichtung von Plattenbau-Vierteln rund um die Stadt. Gleichzeitig vergrößerte sich die Stadt um umliegende Gemeinden, die teilweise nach der Samtenen Revolution wieder selbstständig wurden. Während der Herrschaft der KSČ war auch die in der Stadt starke katholische Kirche unterdrückt. Die im Kirchenbesitz befindlichen Güter wurden nationalisiert und zu anderen Zwecken genutzt. 1996 wurde die Stadt zum Sitz des Verwaltungsgebietes Nitriansky kraj in der seit 1993 wieder unabhängigen Slowakei.

### Name
Die ersten Quellenbelege stammen bereits von 826 (Nitraua), bzw. 828 (Nitrawa) und 880 (Nitra). Sowohl der deutsche als auch der ungarische Name sind vom slawischen/slowakischen Namen abgeleitet. Über den Ursprung des sehr alten Stadt- und Flussnamens gibt es mehrere Theorien. Die wohl häufigste besagt, dass der Flussname zuerst da war, und zwar in der Form *Nitrahwa (slow. Nitrava), die sich aus dem indoeuropäischen *neid- (fließen) und dem germanischen *ahwa (Wasser, Fluss, analog beim Fluss Morava) entwickelte. Nach einer anderen häufigen Ansicht war der Siedlungsname zuerst da und dieser stammt vom slawischen *neit- (zünden / hauen, hacken) ab. Im zweiten Fall würde der Name Nitra so viel wie „ausgehauter Ort“ oder „Ort, an dem Feuer angezündet werden“ bedeuten.

## Einwohner
| Jahr                | 1994   | 2004    | 2014    | 2024    |
| ------------------- | ------ | ------- | ------- | ------- |
| Anzahl der Personen | 87.127 | 85.742  | 78.033  | 75.945  |
| Unterschied         |        | −1,58 % | −8,99 % | −2,67 % |

| Jahr                | 2023   | 2024    |
| ------------------- | ------ | ------- |
| Anzahl der Personen | 76.499 | 75.945  |
| Unterschied         |        | −0,72 % |

| Bevölkerungsentwicklung | Bevölkerungsentwicklung | Bevölkerungsentwicklung | Bevölkerungsentwicklung |
| Jahr                    | Einwohner               | Jahr                    | Einwohner               |
| ----------------------- | ----------------------- | ----------------------- | ----------------------- |
| 13. Jh.                 | (2.000)                 | 1930                    | 21.283                  |
| 1752                    | (2.000)                 | 1938                    | 21.323                  |
| 1820                    | 3.900                   | 1950                    | 22.203                  |
| 1848                    | 9.483                   | 1961                    | 34.300                  |
| 1869                    | 10.700                  | 1970                    | 43.600                  |
| 1890                    | 13.538                  | 1980                    | 76.633                  |
| 1910                    | 16.400                  | 1991                    | 85.471                  |
| 1921                    | 19.107                  | 2001                    | 87.285                  |

Gemäß der Volkszählung 2011 wohnten in Nitra 78.916 Einwohner, davon 70.447 Slowaken, 1.443 Magyaren, 521 Roma, 520 Tschechen, jeweils 72 Mährer und Polen, 50 Russen, 46 Bulgaren, 42 Deutsche und 31 Russinen. 5.330 Einwohner machten zur Ethnie keine Angabe. Alle weiteren Einwohner gehörten zu einer weniger als 20 Angehörigen zählenden Ethnie oder zu einer nicht gesondert in Statistiken geführten Ethnie. 52.136 Einwohner bekannten sich zur römisch-katholischen Kirche, 2.042 Einwohner zur evangelischen Kirche A. B., 329 Einwohner zur griechisch-katholischen Kirche, 245 Einwohner zur kongregationalistischen Kirche, 231 Einwohner zur reformierten Kirche, 164 Einwohner zur orthodoxen Kirche, 118 Einwohner zu den Zeugen Jehovas, 77 Einwohner zur evangelisch-methodistischen Kirche, 63 Einwohner zur altkatholischen Kirche und 49 Einwohner zur apostolischen Kirche. 14.390 Einwohner waren konfessionslos und bei 5.330 Einwohnern wurde die Konfession nicht ermittelt. Alle weiteren Einwohner bekannten sich zu einer weniger als 40 Angehörigen zählenden Konfession oder zu einer nicht gesondert in Statistiken geführten Konfession.
Laut der Volkszählung 2001 waren von den 87.825 Einwohnern 95,42 % Slowaken. Weiter zählte man 1,71 % Ungarn, 0,92 % Tschechen und 0,37 % Roma. Nach Konfession war die meistverbreitete die römisch-katholische Kirche mit 74,22 %, 17,22 % bezeichnete sich als Atheisten, 4,15 % der Einwohner machten keine Angaben und 2,84 % waren evangelisch.
Die Stadt beherbergte in der Vergangenheit große ungarische und deutsche Bevölkerungsanteile sowie eine große deutschsprachige Judengemeinde. 1891, bereits unter starkem staatlichen madjarischen Einfluss, zählte man unter 13.538 Einwohnern: 5205 Slowakisch-, 5002 Ungarisch- und 3234 Deutschsprachige, bzw. nach Konfession 9538 römisch-katholische, 166 evangelisch-lutherische und 67 evangelisch-reformierte Christen sowie 3757 Einwohner jüdischen Glaubens.
In Nitra befindet sich der Sitz der Altkatholischen Kirche der Slowakei.

## Stadtbild

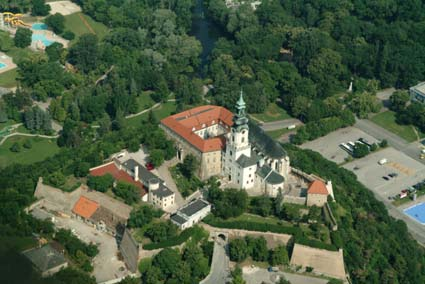
Luftaufnahme: Burg Nitra

Die meisten Sehenswürdigkeiten der Stadt konzentrieren sich in der Altstadt (Staré mesto), bestehend aus Burg (hrad), Oberstadt (horné mesto) und Unterstadt (dolné mesto).

### Burg Nitra
Die Burg Nitra (Nitriansky hrad) mit ihren ineinander verschachtelten Kirchen, dem Bischofssitz und den umgebenden Festungswerken mit einem einzigen Tor, zählt zu den interessantesten Gebäudekomplexen der Slowakei. Die sich hoch über einem Mäander des Flusses Nitra befindliche Burganlage wurde wahrscheinlich in der Zeit des Untergangs von Großmähren erbaut. Ihr heutiges Aussehen erhielt die Burg im 17. Jahrhundert. Zu den Hauptsehenswürdigkeiten gehört die Kathedrale des heiligen Emmeram, die als Bischofssitz dient und eigentlich aus drei unterschiedlichen Gebäuden besteht: der romanischen Kirche des Hl. Emmeram aus dem 11. Jahrhundert, der gotischen unteren Kirche aus dem 14. Jahrhundert und der oberen Kirche aus dem 17. Jahrhundert. An der Westseite der Kathedrale steht das spätbarocke Bischofspalais, dessen Geschichte aber ins Mittelalter reicht. Die Festungswerke mit fünf Bastionen stammen aus dem 16./17. Jahrhundert, als die Burg sowohl gegen die Osmanen als auch gegen Aufständische verteidigt werden musste.

### Oberstadt

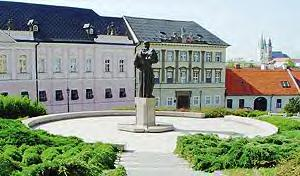
Pribina-Platz, links das Gebäude des Großen Seminars

Die Oberstadt liegt unmittelbar südlich der Burg um den Platz Pribinovo námestie, wo sich eine Statue von Pribina findet. Die Dominante des Platzes ist das Gebäude des Großen Seminars (veľký seminár). Das teilweise barocke (zum Platz orientiert) und teilweise neoklassizistische (zur Stadt) Bauwerk wurde im 18. Jahrhundert errichtet und dient auch heute seinem Zweck. Zum Gebäude gehört auch die 1877 fertiggestellte klassizistische Bistumsbibliothek, die etwa 66.000 Bände umfasst. Im Eck des an der Ostseite stehenden klassizistischen Palais für Kanoniker (1821) befindet sich eine Statue eines Atlanten, im Volksmund „Corgoň“ genannt, eines Schmieds, der angeblich während Türkenangriffe große Steinblöcke auf die Türken herunterwarf. Heute ist nach ihm die Biermarke Corgoň genannt. Westlich des Platzes befinden sich das im 17. Jahrhundert erbaute Franziskanerkloster und die Kirche der Heiligen Petrus und Paulus. Zu den säkularen Gebäuden gehört das Komitatshaus am unteren Ende der Oberstadt. Dieses ursprünglich spätbarocke 1777 erbaute Gebäude war der erste dauerhafte Sitz des Komitats Neutra. Heute ist das Haus im Sezession-Stil gestaltet und beherbergt die Nitrianska galéria, eine regionale Galerie. Andere Sehenswürdigkeiten sind das klassizistische Gebäude des Kleinen Seminars, einige Bürgerhäuser und eine Statue der Heiligen Kyrill und Method.

### Unterstadt

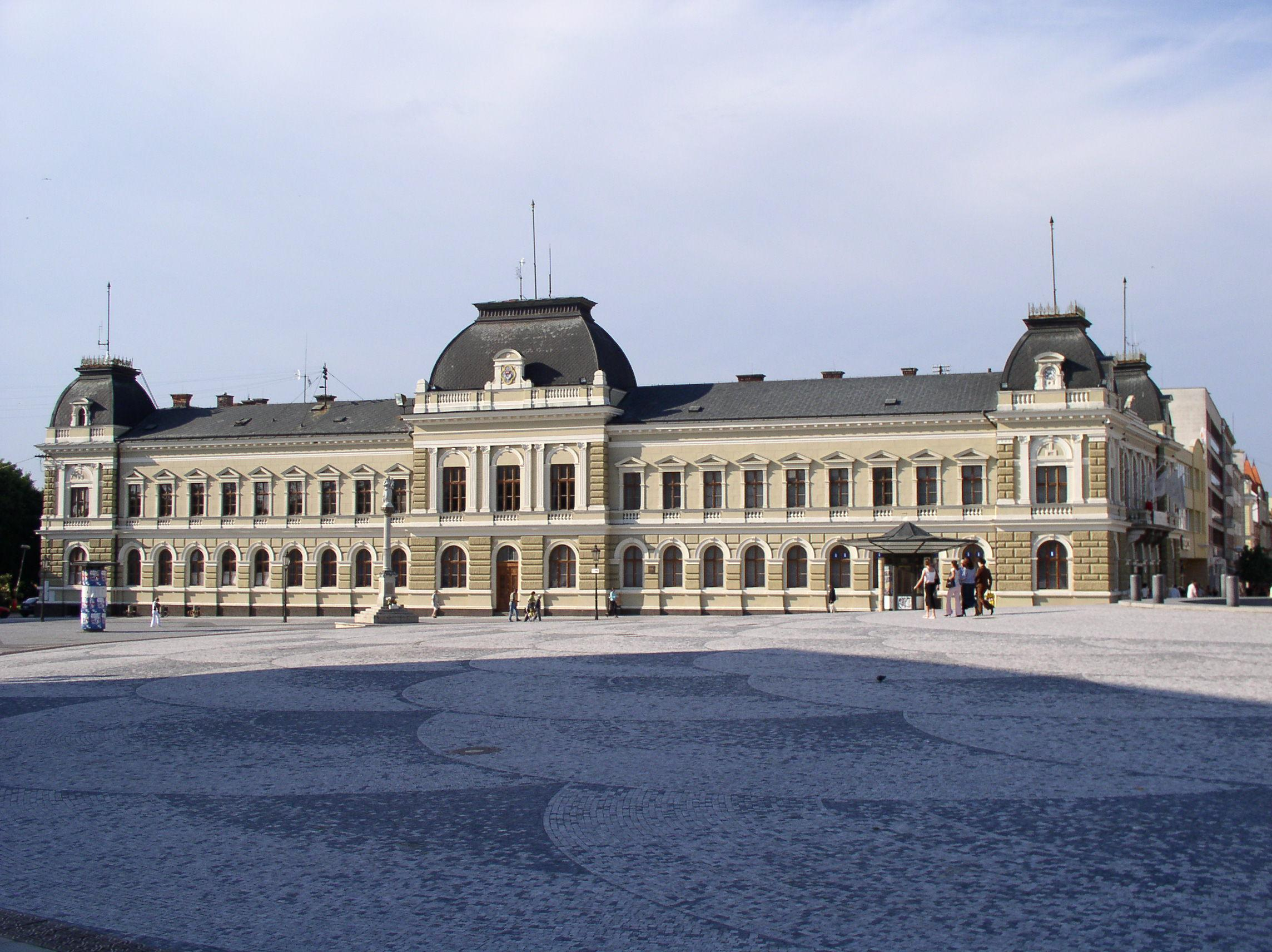
Ein Teil des Svätopluk-Platzes, mit dem Blick auf das Stadthaus

Die etwa durch die Straßen Mostná, Palánok, Štúrova und dem Fluss Nitra begrenzte Unterstadt war im Gegensatz zur „kirchlichen“ Oberstadt ein Marktflecken. Sie erstreckt sich beidseitig der Gasse Štefániková trieda, mit dem großen Platz Svätoplukovo námestie am Nordende. Dort befindet sich das Divadlo Andreja Bagara (Andrej-Bagar-Theater) im modernen Gebäude, das das alte Komitatstheater aus dem Jahr 1883 ersetzte, das als eine kleine Kopie des Budapester Nationaltheaters erbaut und 1945 von einer Fliegerbombe zerstört wurde. Das 1882 fertiggestellte Neorenaissance-Stadthaus (mestský dom) war bis 1990 tatsächlich Sitz der Verwaltung und beherbergt heute ein Heimatkunde-Museum. Neben zahlreichen Bürgerhäusern befindet sich in der Unterstadt eine Synagoge aus dem Jahr 1911 im maurisch-byzantinischen Stil. Andere nennenswerte Gebäude sind das Gebäude des ehemaligen Hotels Tatra, Kloster und Kirche der Piaristen aus dem 18. Jahrhundert und der Gebäudekomplex des ehemaligen Klosters der Vinzentinerinnen.

### Weitere Sehenswürdigkeiten

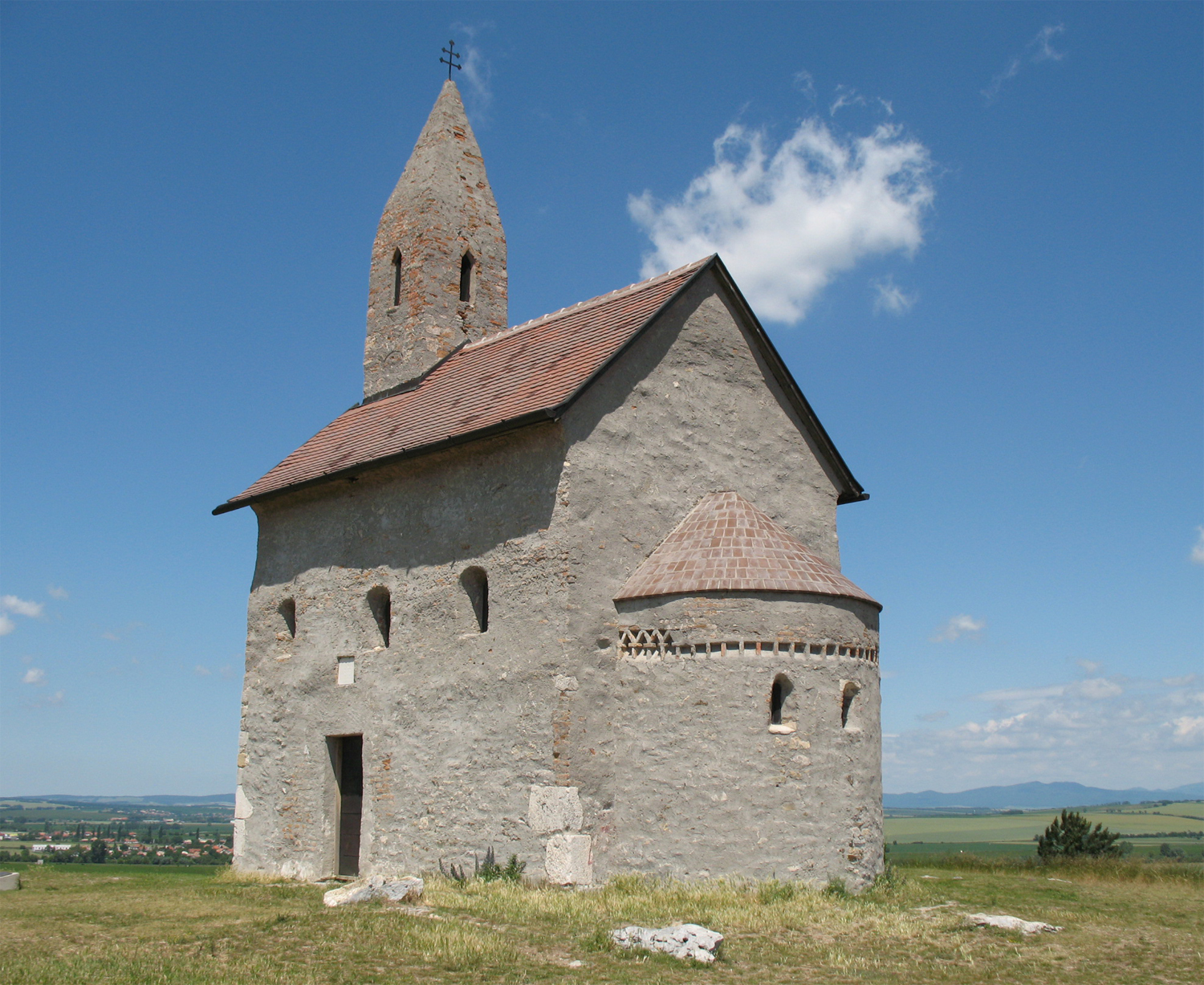
Romanische Kirche von Dražovce

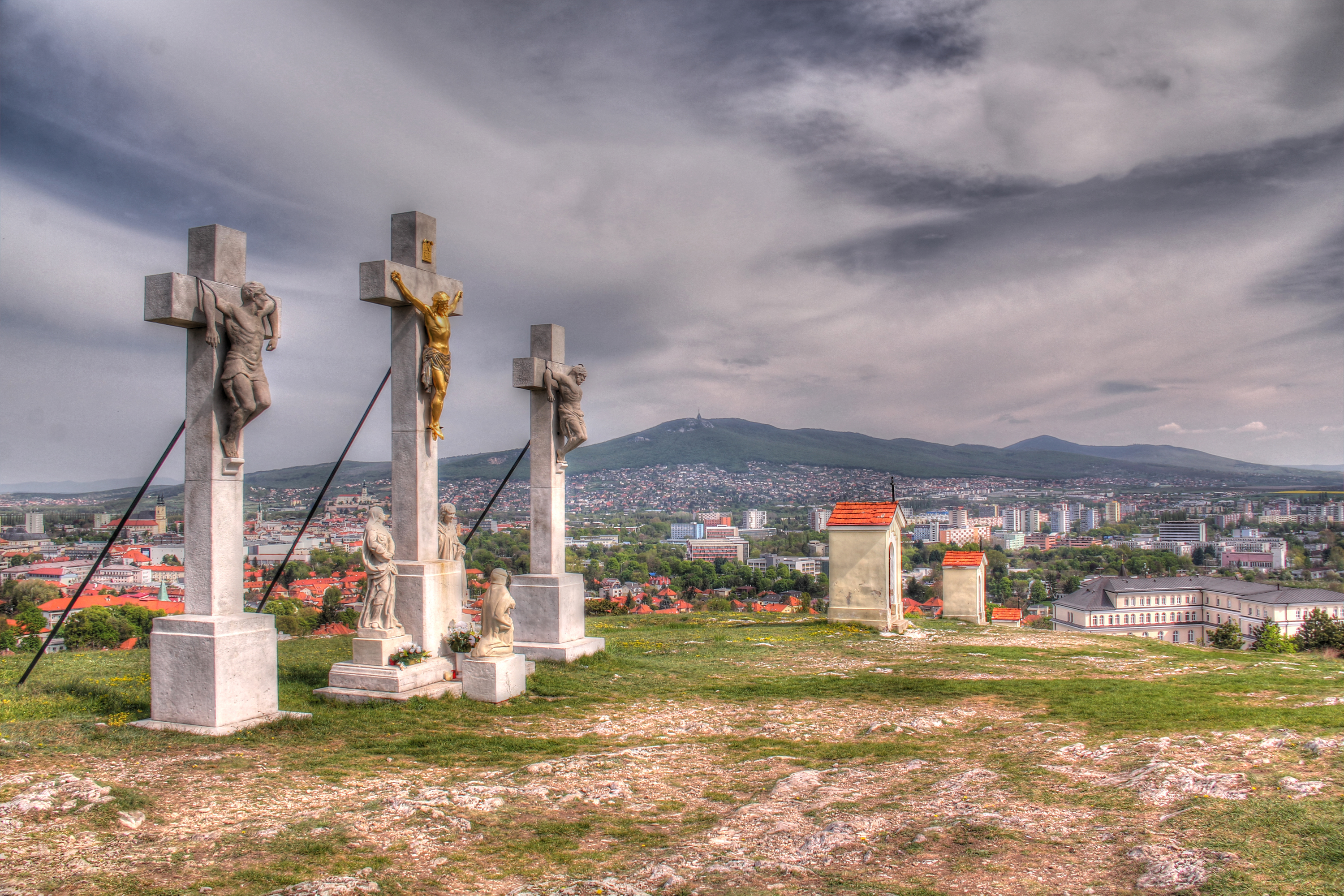
Kalvarienberg oberhalb von Nitra

An der Nordseite der Burg, am Ufer des Flusses Nitra befindet sich der Stadtpark mit einem Freibad. In der Innenstadt, südlich der Unterstadt kann man das Gebäude der ehemaligen Kasernen sehen, das jetzt die Markthalle beherbergt. Weiter südlich steht der 213 m n.m. hohe Kalvarienberg.
Die Dominante des Stadtteils Zobor ist zweifellos der 578 m n.m. hohe gleichnamige Berg, der ein beliebtes Ausflugsziel ist. Die auf ihn führende Sesselbahn ist allerdings seit 1994 außer Betrieb. Am Vorberg Pyramída 553 m n.m. stehen neben dem Rundfunkturm der Sockel des ehemaligen ungarischen Millenniumdenkmals aus dem Jahr 1896, das 1921 von den tschechoslowakischen Legionären vernichtet wurde. Das bekannte Kloster des heiligen Hippolyt wurde bis 1468 von den Benediktinern genutzt. Im 18. Jahrhundert waren hier noch die Kamaldulenser tätig. Seit 1953 dient der erweiterte Gebäudekomplex einer Heilanstalt. Etwa oberhalb befindet sich das Naturreservat Zoborská lesostep mit einer kleinen Höhle.
Die Sehenswürdigkeit des Stadtteils Dražovce ist die romanische Erzengel-Michael-Kirche aus dem 11. Jahrhundert auf einem Hügel oberhalb des Stadtteils, ein Beispiel der frühmittelalterlichen Architektur.

## Kultur und Sport

### Darstellende Kunst

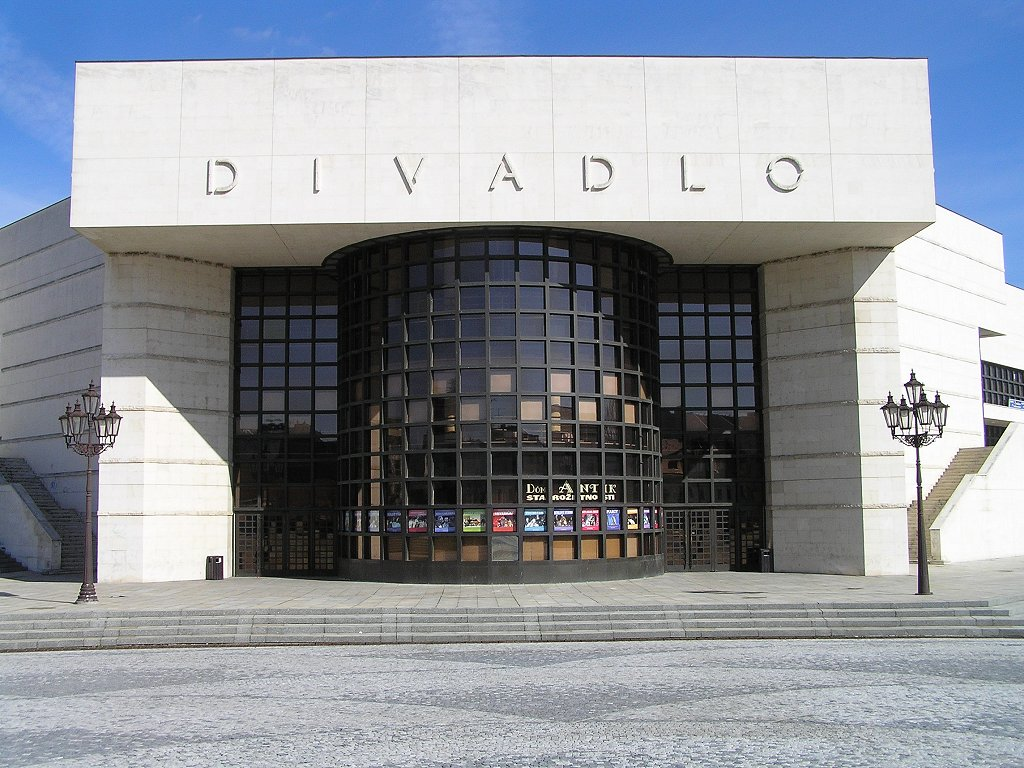
Die Frontansicht des Andrej-Bagar-Theaters

Das bedeutendste Theater der Stadt ist das Divadlo Andreja Bagara (deutsch Andrej-Bagar-Theater), das seinen Sitz seit 1992 in einem modernen Gebäude am Sventopluk-Platz hat, wo sich bis 1945 das Komitatstheater befand. Seit 1992 trägt das Theater in der letzten Septemberwoche das Festival Divadelná Nitra aus. Das zweite Theater heißt Staré divadlo Nitra (deutsch Altes Theater Nitra). Es war ursprünglich ein Puppenspieltheater, ist aber heute auf die ganze Familie ausgerichtet.

### Museen, Galerien
Die Stadt beherbergt einige Museen: das Ponitrianske múzeum (deutsch Museum der Nitra-Gegend) gehört zu den heimatkundlichen Museen und beschäftigt sich mit der regionalen Biologie, Archäologie, Geschichte und Ethnographie. Sein Vorgänger wurde 1896 gegründet. Das andere Museum liegt südöstlich der Innenstadt und heißt Slovenské poľnohospodárske múzeum (deutsch Slowakisches Landwirtschaftsmuseum). Es wurde 1960 gegründet und befasst sich mit der Geschichte der Landwirtschaft seit der Urzeit, landwirtschaftlichen Maschinen sowie der Entwicklung der Nahrungsmittelindustrie. Das Areal umfasst auch eine Museumsbahn, die Nitrianska poľná železnica, die sich ursprünglich um Želiezovce befand. Die Burg ist Sitz des kirchlichen Diözesen-Museums.
Zu den Galerien in der Stadt gehört die städtische Nitrianska galéria, Art Galéria sowie einige andere kleine Galerien.

### Sport

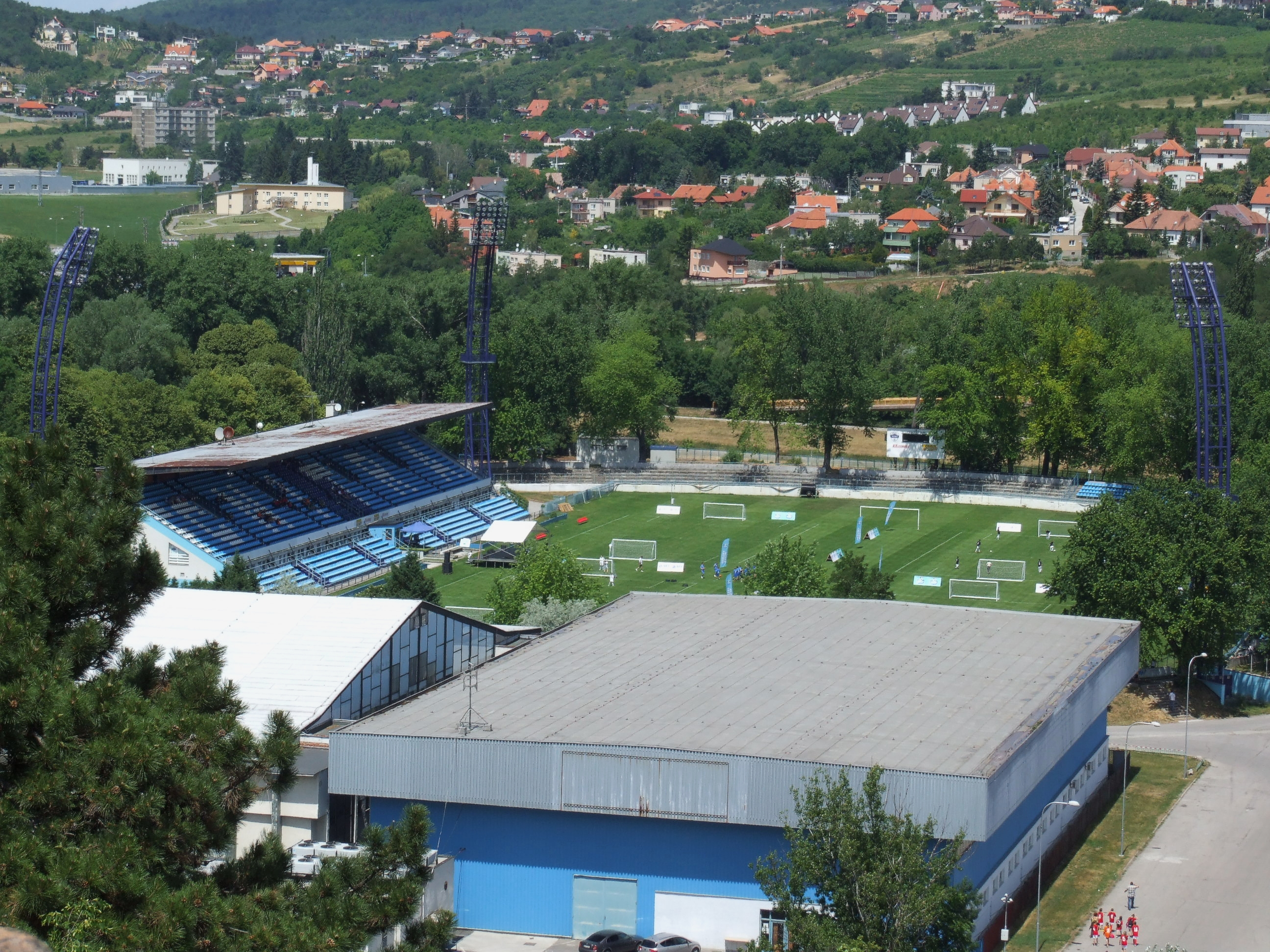
Štadión pod Zoborom

- Fußball – FC Nitra spielt seit der Saison 2017/18 wieder in der Fortuna Liga, der höchsten slowakischen Spielklasse, aus der der Verein 2014 abgestiegen war. Er trägt seine Heimspiele im Štadión pod Zoborom aus. Der bisher beste Erfolg ist der 3. Platz in der Saison 2007/08.
- Eishockey – HK Nitra spielt in der slowakischen Extraliga. Die Mannschaft erreichte den 2. Platz in der Finalrunde der Saison 2013/14
- Basketball – BK SPU Nitra gehört zu den erfolgreichsten Mannschaften der slowakischen Basketball-Extraliga.

### Sonstiges
Jährlich findet Anfang Juli das städtische Festival Nitra, milá Nitra statt, benannt nach dem gleichnamigen Lied aus dem 19. Jahrhundert.

## Wirtschaft
Nitra ist wegen der starken Landwirtschaft der Umgebung überwiegend an der Nahrungsmittelindustrie orientiert und gilt als Zentrum der slowakischen Landwirtschaft. Auch Weinbau ist bedeutend, ebenso wie Maschinen- und Möbelindustrie. Wirtschaftlich bedeutend ist auch das Messegelände Agrokomplex südöstlich der Innenstadt.
Wirtschaftlich bedeutend ist in Nitra vor allem die Herstellung von Leitungssätzen für die Automobilindustrie und von Kreditkarten slowakischer wie auch europäischer Kreditinstitute.
Sony hat im Oktober 2007 ein Werk zur Produktion großformatiger LCD-Fernsehgeräte eröffnet, das 2010 an Foxconn verkauft wurde. 2018 eröffnete Jaguar Land Rover eine Autofabrik in der Stadt, die zunächst 1.500 Mitarbeiter beschäftigt.

## Wissenschaft und Bildung
Nitra ist Sitz der Slowakischen Landwirtschaftlichen Universität und der Philosoph-Konstantin-Universität. Auch das Theologische Institut der römisch-katholischen Theologischen Kyrill-und-Methodius-Fakultät der Comenius-Universität Bratislava hat seinen Platz hier.

## Verkehr

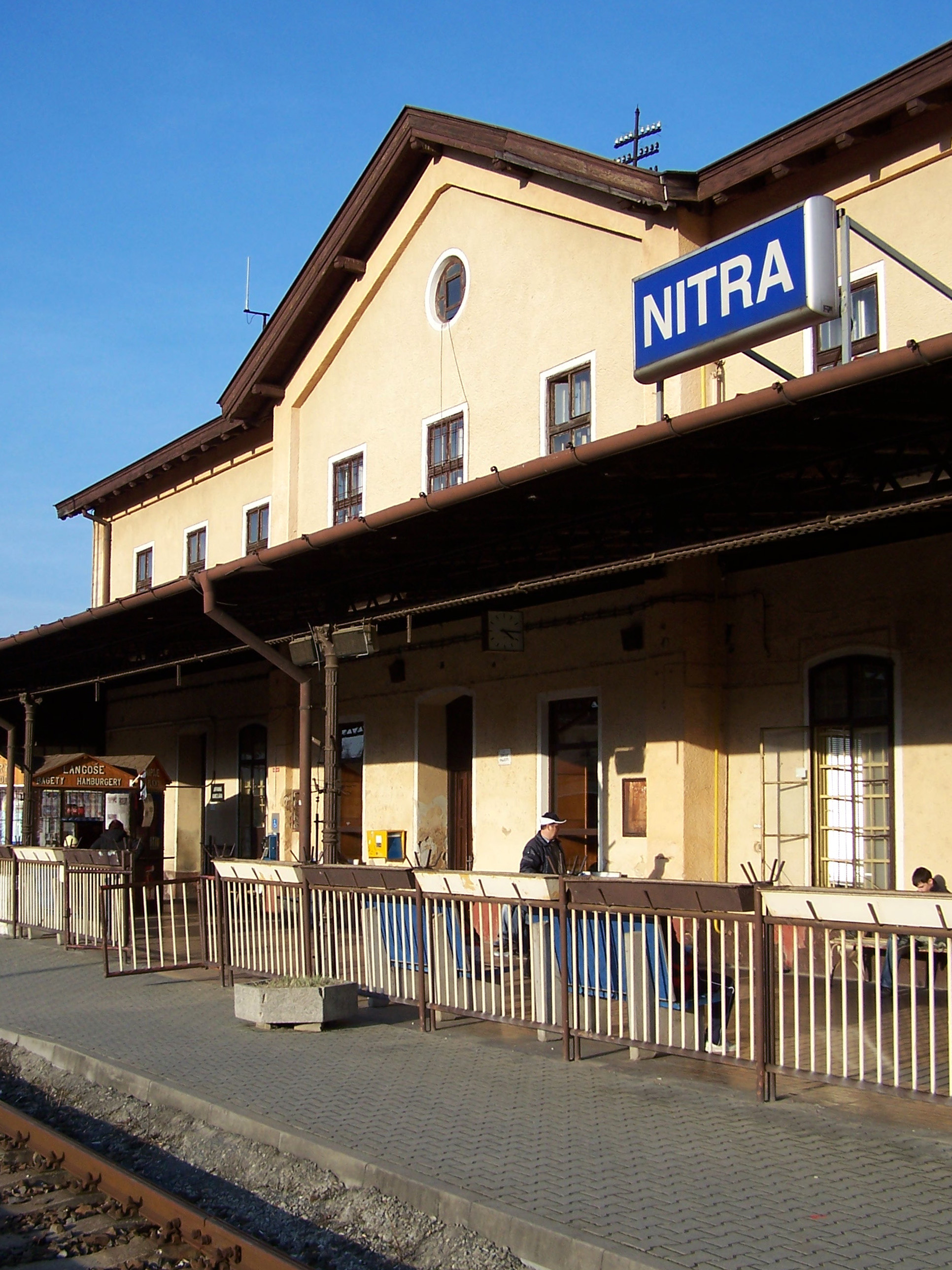
Bahnhof Nitra

Nitra ist ein Knotenpunkt verschiedener hochrangigen Nationalstraßen. Folgende Straßen 1. Ordnung kreuzen sich oder beginnen in der Stadt:
- Grenze CZ/SK bei Holíč – Trnava – (Unterbrechung) – Nitra – Levice – Banská Štiavnica – Hronská Breznica
- Grenze H/SK bei Komárno – Nové Zámky – Nitra – Topoľčany – Prievidza – Žilina
- Nitra – Zlaté Moravce – Žiar nad Hronom – Martin

Nach Trnava und damit auch Bratislava verläuft die Schnellstraße R1. Am 28. Oktober 2011 wurde sie nach Osten zu den bestehenden Teilstücken im Grantal verlängert und damit eine leistungsfähige Verbindung nach Zvolen und Banská Bystrica hergestellt. Der übriggebliebene Teil im Norden der Stadt ist nun als R1a gewidmet und mit der R1 am Autobahnknoten Nitra-západ verknüpft. In Planung ist der Neubau der Schnellstraße R8 nach Topoľčany und Bánovce nad Bebravou.
Der Eisenbahnverkehr hat hingegen geringere Bedeutung, weil die Stadt abseits der Hauptbahnen liegt und die letzte slowakische Regionalhauptstadt ohne eine elektrifizierte Bahnstrecke ist. Der Bahnhof Nitra liegt südwestlich der Innenstadt an der Bahnstrecke Palárikovo–Veľké Bielice. Es bestehen Verbindungen über Nahverkehrs- und Regionalzüge nach Bratislava, Komárno, Leopoldov, Nové Zámky, Prievidza, Šurany und Topoľčany. Kleinere Eisenbahnknoten befinden sich nördlich der Stadt in Lužianky und Zbehy, einige Nebenbahnen dort sind nun allerdings ohne Personenverkehr.
Im Stadtteil Janíkovce befindet sich ein kleiner Flugplatz. Der nächste internationale Flughafen ist der Flughafen Bratislava, etwa 85 km entfernt.
Der öffentliche Personennahverkehr wird vom privaten Betreiber TD Transport, s. r. o. betrieben und umfasst (Dezember 2022) 28 Buslinien. Das Netz umfasst neben der eigentlichen Stadt auch Gemeinden Branč, Ivanka pri Nitre, Lužianky, Nitrianske Hrnčiarovce und Štitáre. Mit Ausnahme von Branč waren alle Gemeinden einmal Teil von Nitra.

## Persönlichkeiten
- Juraj Tvrdý (1780–1863), slowakischer Priester, Patriot und ein bedeutender Förderer der slowakischen Literatur

### Söhne und Töchter der Stadt
- Julius Dessauer (1832–1883), ungarisch-jüdischer Schriftsteller, Übersetzer, Religionslehrer, Übersetzer, Religionslehrer und Rabbiner
- Stefan Schwartz (1851–1924), österreichischer Bildhauer und Medailleur in Wien
- Adolf Eckstein (1857–1935), deutscher Rabbiner und Historiker
- Wilhelm Viktor Krausz (1878–1959), österreichischer Maler
- Leopold Szondi (1893–1986), ungarisch-schweizerischer Arzt, Endokrinologe, Psychiater, Heilpädagoge und Tiefenpsychologe
- Vilmos Fraknói (1843–1924), ungarischer Historiker und katholischer Priester
- Ignaz Schwarz (1867–1925), österreichischer Mediziner, Antiquar und Historiker
- Jani Szántó (1887–1977), ungarischer Geiger und Musikpädagoge
- Ernest Horniak (1907–1979), SDB, katholischer Priester, Jugendseelsorger, religiöser Gefangener (zu 12 Jahren Gefängnis verurteilt).[29]
- István Gyuricza (1913–1998), ungarischer Weitspringer
- Shraga Weil (1918–2009), slowakisch-israelischer Maler und Grafiker
- Benjamin Z. Kedar (* 1938), israelischer Historiker
- Jan Ivan Lelley (* 1938), ungarisch-deutscher Mykologe
- František Mikloško (* 1947), Politiker
- Jan Mojto (* 1948), Medienmanager und Filmproduzent
- Augustín Bačinský (* 1949), Erzbischof der Altkatholischen Kirche der Slowakei
- Peter Gajdoš (* 1959), Politiker
- Ľubomír Moravčík (* 1965), Fußballspieler und -trainer
- Jozef Daňo (* 1968), Eishockeyspieler
- Ľubomír Kolník (* 1968), Eishockeyspieler
- Jozef Stümpel (* 1972), Eishockeyspieler
- Dušan Milo (* 1973), Eishockeyspieler
- Igor Demo (* 1975), Fußballspieler
- Henrich Benčík (* 1978), Fußballspieler
- Martin Rančík (* 1978), Basketballspieler
- Renáta Filová (* 1981), Fußballspielerin
- Monika Matysová (* 1981), Fußballspielerin
- Stanislav Hudec (* 1982), Eishockeyspieler
- Stanislava Hrozenská (* 1982), Tennisspielerin
- Tomáš Kóňa (* 1984), Fußballspieler
- Zuzana Rehák-Štefečeková (* 1984), Sportschützin
- Ivana Bojdová (* 1985), Fußballspielerin
- Štefan Ružička (* 1985), Eishockeyspieler
- Alexandra Borbély (* 1986), ungarische Schauspielerin
- Karol Karlík (* 1986), Fußballspieler
- Branislav Konrád (* 1987), Eishockeytorwart
- Marcel Lomnický (* 1987), Leichtathlet
- Anton Hruboň (* 1989), Historiker
- Monika Katonová (* 1989), Fußballspieler
- Miroslav Stoch (* 1989), Fußballspieler
- Michal Morvay (* 1996), Geher
- Rebeka Mikulášiková (* 1999), Basketballspielerin
- Emma Zapletalová (* 2000), Sprinterin und Hürdenläuferin

## Städtepartnerschaften
- Bački Petrovac, Serbien
- Budweis, Tschechien
- Gosford, Australien
- Kroměříž, Tschechien
- Naperville, Vereinigte Staaten
- Osijek, Kroatien
- Spišská Nová Ves, Slowakei
- Zielona Góra, Polen
- Zoetermeer, Niederlande